# 宝島 (1950年の映画)
『宝島』（たからじま、Treasure Island）は、1950年のイギリス/アメリカ合衆国の冒険映画。バイロン・ハスキン監督、ボビー・ドリスコール、ロバート・ニュートン (俳優)、ベイジル・シドニー出演。原作は1934年の映画に続き2度目の映画化となるロバート・ルイス・スティーヴンソンの冒険小説『宝島』で、本作が初めてカラーで劇場上映された『宝島』作品である。また本作はディズニー作品初の全編実写作品でもある。
1950年の英国興行収入ランキングでは6番目にランクインした。

## ストーリー
1765年のイギリス西海岸、ベンボー提督亭という古い宿屋に顔に大きな傷跡がある1人の男が訪れる。店番をしていた宿屋の息子ジム・ホーキンスは、その男からビリー・ボーンズ船長を見掛けたか尋ねられるが知らないと答える。だが男は船長のイニシャルが刻まれた箱を見つけ、急いで外に出て行く。そこに宿泊しているボーンズ船長が現れ、ジムに一本足の男だったか聞く。ジムが顔に傷跡がある男だと答えると、ボーンズ船長は男がブラック・ドッグという名で彼がいるならば一本足の男も近くにいると話す。ボーンズ船長はリヴジー医師に止められていたにもかかわらず宿で酒に溺れる日々を送っていたため、彼の体はボロボロだった。強引にラム酒を奪いがぶ飲みしたボーンズ船長を見たジムが、リヴジー医師と大地主のトレローニーを呼びに行こうとしたとき盲目の男に捕まる。男の名前はピューで、船長に昔の仲間からの贈り物だと言って紙を渡し去って行く。紙には黒丸が描かれており、それを見たボーンズ船長は今夜誰かがある物を盗りに来ると話しジムと箱の所に行く。ボーンズ船長が箱の裏側をナイフで破ると一枚の紙が入っていた。その紙を持って出掛けようとしたボーンズ船長だが、体が限界を迎えて倒れてしまう。ボーンズ船長はジムに紙を預け、助けを呼んでくるよう頼む。
ジムが助けを呼びに外出した直後、宿屋に船長が言っていた集団が乗り込んでいく。集団は宿屋で紙を探すが見つからず、そこにジムによって呼ばれた騎兵隊に加えトレローニーとリヴジー医師が到着し、集団は退散する。そしてリヴジー医師がボーンズ船長を診るがすでに酒の飲み過ぎか心臓発作によって死亡しており、ジムはトレローニーに船長から預かった紙を見せる。トレローニーが紙を見ると、それは死亡した大海賊のフリント船長による宝島と呼ばれる財宝の隠し場所が描かれた地図だった。財宝を手に入れるためトレローニーは、ジムとリヴジー医師を連れて航海に出ることを決意し船を調達しに3人はブリストルへと向かう。ブリストルでトレローニーは料理係として酒場のジョン・シルヴァーを検討していると話し、ジムたちは酒場を訪れる。しかしシルヴァーを見たジムは、彼がボーンズ船長の言っていた一本足の男であることに気づく。

## キャスト
| 役名                       | 俳優                           | 日本語吹替 | 日本語吹替     |
| 役名                       | 俳優                           | VHS版      | DVD版          |
| -------------------------- | ------------------------------ | ---------- | -------------- |
| ジム・ホーキンス           | ボビー・ドリスコール           | 磯辺万沙子 | 村上想太       |
| ロング・ジョン・シルヴァー | ロバート・ニュートン (俳優)    | 内田稔     | 玄田哲章       |
| スモレット船長             | ベイジル・シドニー             | 遠藤征慈   | 中村秀利       |
| トレローニー               | ウォルター・フィッツジェラルド | 小山武宏   | 池田勝         |
| リヴジー医師               | デニス・オディア               | 山口嘉三   | てらそままさき |
| ビリー・ボーンズ船長       | フィンレイ・カリー             | 吉水慶     | 藤本譲         |
| ジョージ・メリー           | ラルフ・トルーマン             | 池田史比古 | 辻親八         |
| イズラエル・ハンズ         | ジェフリー・キーン             | 石波義人   |                |
| ベン・ガン                 | ジェフリー・ウィルキンソン     | 関時男     | 千田光男       |
| ブラインド・ピュー         | ジョン・ローリー               | 牛山茂     |                |
| ブラック・ドッグ           | フランシス・デ・ウルフ         |            | 宝亀克寿       |
| アロー                     | デイヴィッド・デイヴィス       | 牛山茂     |                |
| レッドルース               | ジョン・グレッグソン (俳優)    | 江原正士   |                |
| グレイ                     | アンドリュー・ブラケット       | 江原正士   |                |
| モーガン                   | ウィリアム・デヴリン           | 江原正士   |                |
| ナレーター                 |                                | 江原正士   | 仲野裕         |

- VHS版 - バンダイから発売されたビデオに収録。
- DVD版 - 2003年にブエナ・ビスタ・ホーム・エンターテイメントから発売されたDVDに初収録。
- ポニー版から発売されたビデオには、字幕スーパーが収録されている。

## スタッフ
- 監督：バイロン・ハスキン
- 脚本：ローレンス・E・ワトキン（英語版）
- 原作：ロバート・ルイス・スティーヴンソン 『宝島』
- 製作：パース・ピアース（英語版）
- 製作総指揮：ウォルト・ディズニー
- 撮影監督：フレディ・ヤング,B.S.C.
- プロダクションデザイナー：トーマス・N・モラハン（英語版）
- 編集：アラン・L・ジャッグス
- 衣裳デザイン：シーラ・グラハム
- 音楽：クリフトン・パーカー
- DVD版吹替
  - 翻訳：村上美智子
  - 演出：高桑一
  - 録音・調整：重光秀樹
  - 録音制作：ケイエスエス
  - 制作：DISNEY CHARACTER VOICES INTERNATIONAL, INC.